# Corba menjar blanc

Corba menjar blanc

En matemàtiques, la corba menjar blanc és una corba fractal construïble per subdivisió a mig punt. També es coneix com la corba de Takagi, en honor de Teiji Takagi que la va descriure el 1903, o com la corba de Takagi-Landsberg, una generalització de la corba que porta el nom de Takagi i Georg Landsberg. El nom menjar blanc ve de la seva semblança amb les postres del mateix nom. És un cas especial la corba de Rham, una corba fractal.

## Definició
La funció de menjar blanc es defineix en l'interval unitat per
{\displaystyle {\rm {blanc}}(x)=\sum _{n=0}^{\infty }{s(2^{n}x) \over 2^{n}},}
on {\displaystyle s(x)} és una ona triangular que es defineix per {\displaystyle s(x)=\min _{n\in {\mathbf {Z} }}|x-n|},
és a dir, {\displaystyle s(x)} és la distància de x a l'enter més pròxim.
La suma infinita que defineix {\displaystyle {\rm {blanc}}(x)} convergeix absolutament per a tot x, però la corba resultant és un fractal. La funció de menjar blanc és uniformement contínua però no és derivable enlloc.
La corba Takagi-Landsberg és una lleugera generalització:
{\displaystyle T_{w}(x)=\sum _{n=0}^{\infty }w^{n}s(2^{n}x)}
per a un paràmetre w; així, la corba de menjar blanc és el cas {\displaystyle w=1/2}. El valor {\displaystyle H=-\log _{2}w} es coneix com el paràmetre de Hurst. Per a {\displaystyle w=1/4}, s'obté la paràbola: la construcció de la paràbola per subdivisió en el punt mig va ser descrita per Arquimedes.
La funció es pot estendre a tota la línia real: aplicant la definició esmentada es demostra que la funció es repeteix en cada interval unitari.

## Construcció gràfica
La corba de menjar blanc es pot construir visualment a partir de funcions de dent de serra si la suma infinita és aproximada per sumes finites dels primers termes. En la següent il·lustració, les funcions de dent de serra progressivament més fines (mostrades en vermell) són sumades a la corba en cada interval.
| Primera iteració | Segona iteració | Tercera iteració | Quarta iteració |
| n = 0            | n ≤ 1           | n ≤ 2            | n ≤ 3           |

## Integració de la corba menjar blanc
Donat que la integral de {\displaystyle {\rm {blanc}}(x)} des de 0 fins a 1 és 1/2, la identitat {\displaystyle {\rm {blanc}}(x)={\rm {blanc}}(2x)/2+s(x)} permet calcular la integral sobre qualsevol interval per la següent relació. El càlcul és recursiu amb temps de l'ordre del logaritme de la precisió definida.
{\displaystyle {\begin{aligned}I(x)&=\int _{0}^{x}{\rm {blanc}}(x)\,dx,\\I(x)&={\begin{cases}1/2+I(x-1)&{\text{si }}x\geq 1\\1/2-I(1-x)&{\text{si }}1/2<x<1\\I(2x)/4+x^{2}/2&{\text{si }}0\leq x\leq 1/2\\-I(-x)&{\text{si }}x<0\end{cases}}\\\int _{a}^{b}{\rm {blanc}}(x)\,dx&=I(b)-I(a).\end{aligned}}}

## Relació amb els complexos simplicials
Un complex simplicial és un conjunt compost per punts, segments de línia, triangles i les seves contraparts n-dimensionals.
Sia
{\displaystyle N={\binom {n_{t}}{t}}+{\binom {n_{t-1}}{t-1}}+\ldots +{\binom {n_{j}}{j}},\quad n_{t}>n_{t-1}>\ldots >n_{j}\geq j\geq 1.}
Es defineix la funció de Kruskal-Katona
{\displaystyle \kappa _{t}(N)={n_{t} \choose t+1}+{n_{t-1} \choose t}+\dots +{n_{j} \choose j+1}.}
El Teorema de Kruskal-Katona estableix que aquest és el nombre mínim de (t-1)-simplexs que són cares d'un conjunt de N t-simplexs.
Com que t i N tendeixen a infinit,
{\displaystyle \kappa _{t}(N)-N} (adequadament normalitzada) tendeix a la corba de menjar blanc.